# Ašer Ochana
Ašer Ochana (hebrejsky: אשר אוחנה, narozen 1945) je izraelský politik, který v letech 2001 až 2003 zastával v izraelské vládě post ministra náboženských věcí.

## Biografie
Narodil se v Maroku a v roce 1956 podnikl aliju do Izraele. V roce 1992 vstoupil do strany Šas, kterou zastupoval v oblastní radě Bejt Šemeš. V letech 1997 až 1998 byl generálním ředitelem na ministru náboženských věcí a v roce 1999 se stal generálním tajemníkem strany Šas. V roce 2001 byl po vstupu strany do vlády národní jednoty premiéra Ariela Šarona jmenován ministrem náboženských věcí, a to navzdory tomu, že nebyl členem Knesetu. V ministerské funkci setrval až do voleb v roce 2003.
Je ženatý a má šest dětí.